# Globala gröna

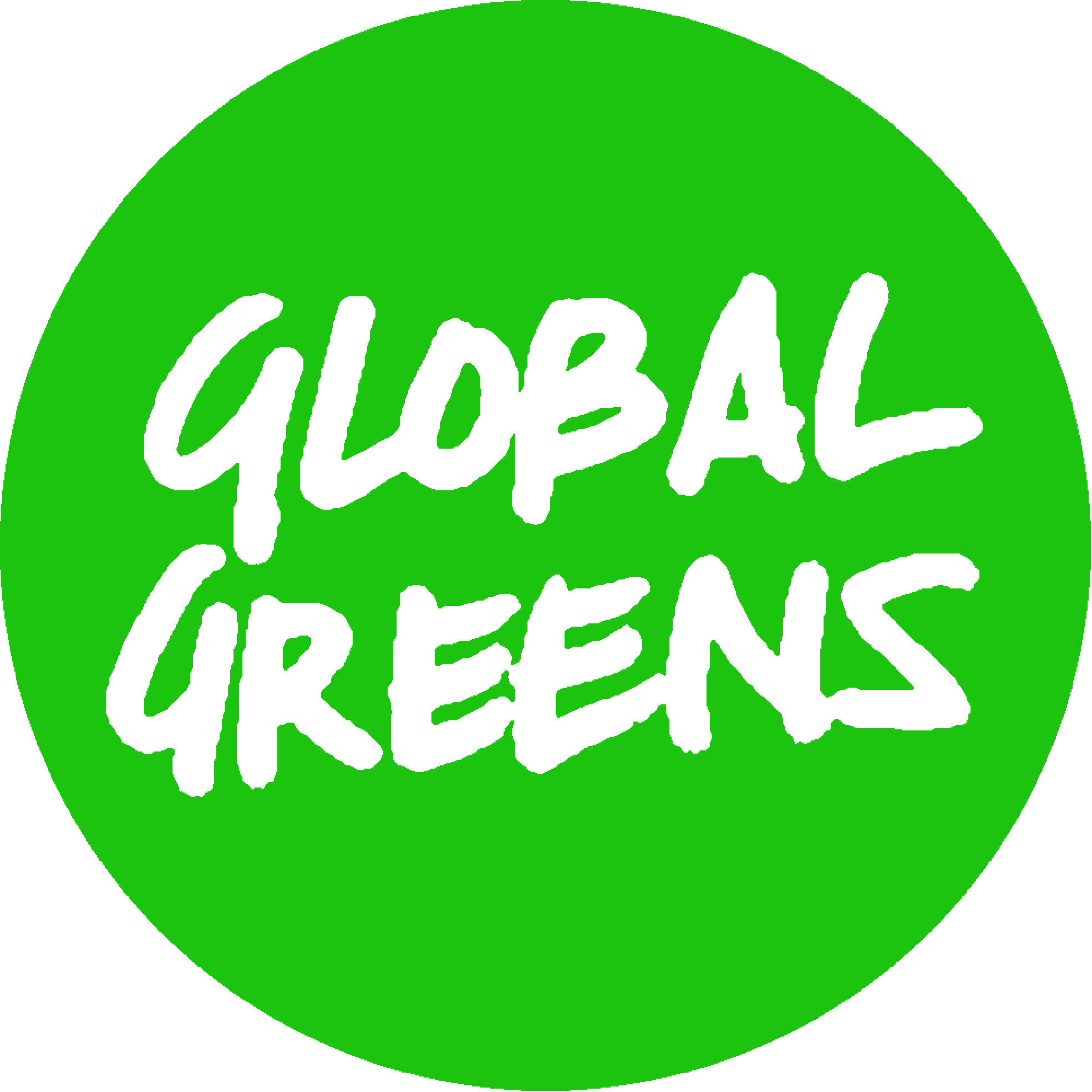

Globala gröna (Global Greens) är en organisation för internationellt samarbete mellan gröna partier. Organisationen bildades 2001. Miljöpartiet de gröna är ett av medlemspartierna.
Medlemspartierna är organiserade i fyra kontinentala federationer:
- Federation of Green Parties of Africa
- Federation of the Green Parties of the Americas / Federación de los Partidos Verdes de las Américas
- Asia-Pacific Green Network
- Europeiska gröna partiet